# Southamptongade
Southamptongade er en gade i Århusgadekvarteret i Nordhavnen i København, der ligger mellem Århusgade og Fortkaj. Gaden er opkaldt efter den engelske havneby Southampton.

## Historie og bebyggelse
Gaden ligger ligesom resten af Århusgadekvarteret i et område, der indtil 2014 var en del af Københavns Frihavn med begrænset adgang for offentligheden. Dengang var gaden en del af Glückstadtsvej, der gik mellem Århusgade og Orient Plads med Industrivej som direkte forlængelse. Glückstadtsvej havde fået sit navn omkring 1918 efter bankdirektør Isak Glückstadt (1839-1910), der var en af hovedmændene bag anlæggelsen af frihavnen.
I forbindelse med områdets ophør som frihavn blev det besluttet at omdanne det til en ny bydel med boliger og erhverv, hvilket blandt andet medførte anlæg af flere nye gader. Københavns Kommunes Vejnavnenævnet ønskede at følge traditionen med at give gadenavne efter et bestemt tema, i dette tilfælde internationale havnebyer, og det både for de nye gader og en række af de eksisterende. Det omfattede blandt andet Glückstadtsvej, der blev foreslået omdøbt til Southamptongade mellem Århusgade og Fortkaj. Indstillingen blev godkendt på Teknik- og Miljøudvalgets møde 21 januar 2014 med virkning fra 1. marts 2014. Den overlevende del af Glückstadtsvej mistede sin betydning året efter i forbindelse med vejomlægninger.
Langs det meste af den østlige side af Southamptongade står der en gammel aflang erhvervsejendom, der indgår i kvarteret Den røde by, og som har fået lov at blive stående. Under Besættelsen tilhørte bygningerne Riffelsyndikatet, der producerede våben til den tyske besættelsesmagt. 22. juni 1944 blev den aflange bygning sprængt af modstandsgruppen BOPA og arbejdere fra fabrikken ved en spektakulær sabotageaktion. De trodsede to hegn og fik afvæbnet de otte vagtposter i området en efter en. Desuden blev trafikken på den nærliggende S-bane stoppet umiddelbart før eksplosionen. Efterfølgende slap de væk med to lastbiler fyldt med våben fra fabrikken. Efter besættelsen havde bygningen forskellige funktioner. I 2017-2018 blev den ombygget til brug for et Meny-supermarked. Her er der opslag med tekst og billeder, der fortæller om bygningens historie.
På det korte stykke mellem Southamptongade og den nye Harwichgade lå der indtil 2015 en nyere lagerbygning.

### Metro og cykler
Langs den vestlige side af Southamptongade ligger der en parkeringsplads på Nordhavn Plads. Under pladsen ligger der en station på Nordhavnsmetroen, der fortsætter nord under Helsinkigade for derefter at dukke op af jorden og fortsætte som højbane til endestationen ved Orient Plads. Metroen og stationerne åbnede i 2022. Det er tanken at bygge erhvervsejendomme i området og et parkeringshus på det sydvestlige hjørne af Southamptongade og Helsinkigade. Nordhavn Plads bliver indrettet som forplads til metrostationen med opholdssteder og muligheder for aktivitet og afslapning.
Som et kuriosum kan det i øvrigt nævnes, at metroen delvist ligger, hvor havnebanen Frihavnsjernbanen tidligere lå. Den var i drift indtil 2005, og så sent som i 2013 kunne en del af sporene fra den stadig genfindes i området.
Southamptongade selv indgår i cykelvejen Det Grønne Loop, der også kommer til at omfatte den resterende del af Glückstadtsvej og et stykke videre langs med metroen. Det Grønne Loop er kun for cykler og gående, idet biler kun kan krydse på udvalgte steder. I det omfang det er muligt, bliver der plantet træer på begge sider af vejen.